# Sint-Annatunnel
Sint-Annatunnel – tunel dla pieszych i rowerzystów, biegnący pod rzeką Skaldą, w Antwerpii, w Belgii. Łączy centrum miasta z dzielnicą Linkeroever. Budowa tunelu rozpoczęła się 28 czerwca 1931 roku i zakończyła 14 sierpnia 1933 roku, a jego otwarcie miało miejsce 10 września 1933 roku (tego samego dnia w Antwerpii oddano do użytku także tunel drogowy Waaslandtunnel). W miejscu w którym powstał budynek wejściowy od strony centrum Antwerpii stała wcześniej budowla bramy miejskiej Waterpoort, którą w związku z budową tunelu przeniesiono na południe, na Gillisplaats. Długość tunelu wynosi 572,28 m, a jego wewnętrzna średnica to 4,22 m. Dostęp do tunelu po każdej ze stron zapewniają windy oraz ruchome schody. Podczas II wojny światowej, w 1944 roku wejście od strony Linkeroever uległo zniszczeniu. Odbudowa trwała do 1949 roku. W latach 1992–1993 przeprowadzono remont tunelu. W 1997 roku tunel, wraz z budynkami wejściowymi i urządzeniami technicznymi, został uznany za zabytek. Do 31 lipca 1958 roku za korzystanie z tunelu pobierane były opłaty.